# Огненное сердце
«Огненное сердце» (нем. Feuerherz) — кинофильм режиссёра Луиджи Фалорни, вышедший на экраны в 2008 году. Лента основана на автобиографической книге немецкой певицы эритрейского происхождения Сенаит Мехари (Senait Mehari).

## Сюжет
Действие происходит в 1970-е годы в Эфиопии. Авет, дочь эритрейца и эфиопки, провела первые годы жизни в приюте при монастыре. Когда она подросла, её забрала сестра Фревейини и отвезла к отцу, который вскоре передал дочерей в распоряжение одного из партизанских отрядов Фронта освобождения Эритреи.

## В ролях
- Летекидан Микаэль — Авет
- Соломи Микаэль — Фревейини
- Себле Тилахун — Мааза
- Даниэль Сейум — Микеэле
- Мекдес Вегене — Амрит
- Самуэль Семере — Хайле

## Интересные факты
- Фильм был снят в Кении.
- Лента принимала участие в основном конкурсе Берлинского кинофестиваля 2008 года.